# André Bolhuis
Johan Henk André Bolhuis (Zeist, 4 oktober 1946) is een Nederlands voormalig hockeyer, voorzitter van sportkoepel NOC*NSF en doctor in de tandheelkunde.

## Hockey
Op 12-jarige leeftijd begon Bolhuis met hockey in Soest. Op 16-17-jarige leeftijd speelde hij in het Nederlands jeugdelftal, daarna in Jong Oranje.
Na zijn opleiding aan het Baarnsch Lyceum studeerde hij in Utrecht en hockeyde bij HC Kampong. Diverse keren was hij Nederlands kampioen en speelde hij EK's en WK's.
- 1969: Nederlands elftal
- 1973: Wereldkampioen
- 1978: Europees Kampioen

#### Olympische Spelen
In 1972 ging Bolhuis naar de Spelen in München en in 1976 naar de Spelen in Montreal, beide keren als speler en in 1976 als aanvoerder. Tijdens de openingsceremonie in Montreal droeg hij de vlag voor de Oranje-equipe het olympisch stadion binnen.
In 1980 ging hij niet naar de Spelen in Moskou, ter ondersteuning van de politieke boycot. In januari 2014 verklaarde hij daarvan spijt te hebben gekregen. .
Tweemaal was hij chef de mission van de Olympische ploeg, in 1992 in Barcelona, in 1996 in Atlanta.

#### Bondscoach
Hij stopte in 1980 met internationaal hockey en werd in 1982 bondscoach van Jong Oranje, en in 1983-1984 was hij manager van het Nederlands elftal.
In 1996 werd Bolhuis vicevoorzitter van de Koninklijke Nederlandse Hockey Bond (KNHB) en op 1 december 1998 voorzitter. In 2006 nam hij afscheid als voorzitter van de hockeybond.
Van 11 januari 2010 tot 20 mei 2019 was Bolhuis voorzitter van het bestuur van sportkoepel NOC*NSF. Hij richtte zich onder meer op het naar Nederland halen van de Olympische Spelen 2028. Het zou  dan 100 jaar geleden zijn dat de Spelen in Amsterdam plaatsvonden. Uiteindelijk werd de organisatie van de Olympische Spelen in 2028 toegewezen aan Los Angeles.
Bolhuis is lid van Orange All Stars. Hij is ook commissaris van de Nederlandse Vereniging van Golfspelende Journalisten (NVGJ).

## Tandarts
In 1987 promoveerde Bolhuis. Zijn proefschrift had de titel: Tandletsels in de hockeysport. Een van de resultaten hiervan was dat Shell in 2006 66.666 gebitsbeschermers aanbood. Het gebruik ervan is sinds het seizoen 2015/2016 verplicht.

## Onderscheiding
- Officier in de Orde van Oranje-Nassau (1996)
- EOC Olympic Laurel Award (2019)

- International Standard Name Identifier: 0000 0003 9595 6162
- Nederlandse Thesaurus van Auteursnamen: 102625905
- Virtual International Authority File: 290771971
- WorldCat: E39PBJr3yp3wfHQypHmQcfkYyd

André Bolhuis · 
Jan Willem Buij · 
Marinus Dijkerman · 
Thijs Kaanders · 
Coen Kranenberg · 
Ties Kruize · 
Wouter Leefers · 
Flip van Lidth de Jeude · 
Paul Litjens · 
Irving van Nes · 
Maarten Sikking · 
Frans Spits · 
Nico Spits · 
Bart Taminiau · 
Kik Thole · 
Piet Weemers · 
Jeroen Zweerts ·
Coach: Ab van Grimbergen
Jan Albers · 
André Bolhuis · 
Theodoor Doyer · 
Geert van Eijk · 
Imbert Jebbink · 
Hans Jorritsma · 
Wouter Kan · 
Coen Kranenberg · 
Hans Kruize · 
Wouter Leefers · 
Paul Litjens · 
Maarten Sikking · 
Ron Steens · 
Tim Steens · 
Bart Taminiau · 
Rob Toft ·
Coach: Wim van Heumen